# Silvana Stanco
Silvana Maria Stanco, född 6 januari 1993, är en italiensk sportskytt.

## Karriär
Vid olympiska sommarspelen 2024 i Paris tog Stanco silver i trap.